# ساخت ایالات متحده آمریکا

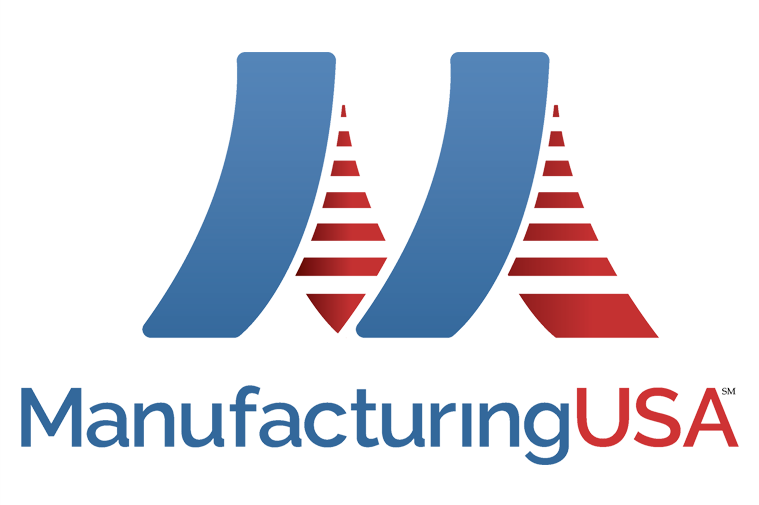
لوگوی ساخت ایالات متحده آمریکا

Manufacturing USA (MFG USA)، که قبلاً به عنوان شبکه ملی نوآوری تولید شناخته می‌شد، شبکه‌ای از موسسات تحقیقاتی در ایالات متحده است که بر توسعه فناوری‌های تولید از طریق مشارکت‌های دولتی و خصوصی بین صنعت، دانشگاه‌ها و آژانس‌های دولتی فدرال ایالات متحده تمرکز دارد، شبیه به مؤسسه فراونهوفر آلمان، این شبکه در حال حاضر از ۱۶ مؤسسه تشکیل شده‌است. موسسات به‌طور مستقل و با هم بر روی تعدادی از فن آوری‌های پیشرفته کار می‌کنند.

## تاریخچه
در ژوئن ۲۰۱۱، شورای مشاوران علم و فناوری رئیس‌جمهور ایالات متحده (PCAST) توصیه کرد که دولت فدرال یک ابتکار تولید پیشرفته از مشارکت‌های دولتی و خصوصی را برای حمایت از «آکادمی و صنعت برای تحقیقات کاربردی در مورد فن آوری‌های جدید و روش‌های طراحی» راه اندازی کند. این توصیه خواستار تخصیص ۵۰۰ میلیون دلار در سال به وزارت‌های دفاع، بازرگانی و انرژی شد که طی چهار سال به ۱ میلیارد دلار در سال افزایش می‌یابد.
شبکه ملی نوآوری در تولید در بودجه سال مالی ۲۰۱۳ رئیس‌جمهور پیشنهاد شد و چند هفته بعد در مارس ۲۰۱۲ رسماً توسط دولت رونمایی شد. این پیشنهاد خواستار تلاش مشترک فدرال بین وزارت دفاع، وزارت انرژی، بنیاد ملی علوم و مؤسسه ملی استاندارد و فناوری وزارت بازرگانی برای ایجاد شبکه‌ای متشکل از ۱۵ مؤسسه منطقه‌ای بود ایجاد گردید و ۱ میلیارد دلار و در یک دوره ۱۰ ساله برای آن در نظر گرفته شد. دولت ۴۵ میلیون دلار از منابع موجود وزارت دفاع، انرژی، بازرگانی و بنیاد ملی علوم را از طریق اقدامات اجرایی برای تأمین بودجه یک مؤسسه آزمایشی و اثبات مفهوم برای این برنامه برنامه‌ریزی مجدد کرد. در ماه مه، وزارت دفاع از کنسرسیوم‌هایی به رهبری سازمان‌های غیرانتفاعی و دانشگاه‌ها درخواست کرد تا یک مؤسسه تحقیقاتی تولید افزودنی (که شامل چاپ سه‌بعدی می‌شود) ایجاد کند تا به عنوان مرکز نمونه اولیه خدمت کند.

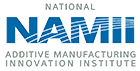
آرم NAMII

در اوت ۲۰۱۲، دولت پیشنهاد برنده را اعلام کرد، مؤسسه ملی نوآوری تولید افزودنی (NAMII)، همچنین به نام AmericaMakes به رهبری مرکز ملی ساخت و ماشین‌کاری دفاعی و مستقر در یانگستون، اوهایو. اعضای کنسرسیوم شامل ۴۰ شرکت، ۹ دانشگاه تحقیقاتی، پنج کالج اجتماعی و ۱۱ سازمان غیرانتفاعی است. AmericaMakes با سرمایه‌گذاری اولیه دولت فدرال ۳۰ میلیون دلار تأسیس شد، در حالی که کنسرسیوم تقریباً ۴۰ میلیون دلار در بودجه اضافی کمک کرد. دولت اظهار داشت که انتظار دارد AmericaMakes از نظر مالی خودکفا شود. در ماه مه ۲۰۱۳، دولت اعلام کرد که سه مؤسسه اضافی را با استفاده از بودجه ۲۰۰ میلیون دلاری از طریق دو آژانس فدرال: وزارت دفاع، و انرژی، ایجاد کرده‌است.
در سپتامبر ۲۰۱۶، این برنامه نام «تولید ایالات متحده» را برگزید. تا تاریخ ۲۰۲۰، ساخت ایالات متحده آمریکا از شانزده مؤسسه تشکیل شده‌است. ۹ مورد تا حدی توسط وزارت دفاع، وزارت انرژی و وزارت بازرگانی می‌شوند.

## مدل
با توجه به پیشنهاد اصلی شبکه ملی نوآوری تولید، این شبکه از حداکثر ۴۵ مؤسسه مرتبط با تمرکز تحقیقاتی منحصر به فرد تشکیل می‌شود تا به عنوان قطب‌های نوآوری تولید منطقه ای با پره‌هایی که به مکان‌های پروژه متصل می‌شوند، همان‌طور که توسط فعالیت‌های مرتبط مختلف در سراسر شبکه نمایش داده می‌شود، خدمت کنند. هر مؤسسه به‌طور مستقل توسط یک سازمان غیرانتفاعی اداره می‌شود و یک مشارکت عمومی-خصوصی را تشکیل می‌دهد که برای استفاده از منابع موجود و ترویج همکاری و سرمایه‌گذاری مشترک بین صنعت، دانشگاه‌ها و سازمان‌های دولتی طراحی شده‌است. این شبکه برای رسیدگی به ناهماهنگی سیاست‌های اقتصادی و نوآوری ایالات متحده طراحی شده‌است، زیرا سرمایه‌گذاری‌های تحقیق و توسعه فدرال (R&D) و مشوق‌های مالیاتی با مشوق‌های مربوط برای تشویق تولید داخلی فناوری‌ها و محصولات ناشی از این تحقیق و توسعه مطابقت ندارند. هدف مؤسسه‌ها توسعه، نمایش و کاهش ریسک‌ها به‌اندازه کافی است تا شرکت‌های تجاری بتوانند محصولات و فرآیندهای جدید را برای تولید داخلی تجاری کنند و همچنین نیروی کار تولیدی را در تمام سطوح مهارتی برای ارتقای قابلیت‌های تولید داخلی آموزش دهند. فعالیت‌های مؤسسه شامل اتصال تحقیقات پایه اثبات‌شده به حل مشکلات اضافی است که از تحقیقات پایه تا کاربردی و پروژه‌های نمایشی را شامل می‌شود که هزینه و ریسک تجاری‌سازی فناوری‌های جدید را کاهش می‌دهد یا مشکلات صنعتی عمومی، آموزش و آموزش، توسعه روش‌ها و شیوه‌های عرضه را حل می‌کند. یکپارچه سازی زنجیره ای و تعامل با شرکت‌های تولیدی کوچک و متوسط.
| موسسه                                                      | فناوری : 2                           | تاسیس شد | مکان : 2               |
| ---------------------------------------------------------- | ------------------------------------ | -------- | ---------------------- |
| پارچه‌های کاربردی پیشرفته آمریکا (AFFOA)                    | منسوجات                              | ۲۰۱۶     | کمبریج، ماساچوست       |
| مؤسسه تولید احیا کننده پیشرفته (ARMI/BioFabUSA)            | پزشکی بازساختی، مهندسی بافت : 65     | ۲۰۱۶     | منچستر، نیوهمپشایر     |
| رباتیک پیشرفته برای ساخت (ARM)                             | رباتیک                               | ۲۰۱۷     | پیتسبورگ، پنسیلوانیا   |
| مؤسسه آمریکایی برای ساخت فوتونیک یکپارچه (AIM Photonics)   | مدارهای مجتمع فوتونیک                | ۲۰۱۵     | روچستر، نیویورک        |
| اکوسیستم تولید و طراحی بیوصنعتی (BioMADE)                  | تولید زیستی                          | ۲۰۲۰     | سنت پل، مینه سوتا      |
| مؤسسه نوآوری تولید هوشمند انرژی پاک (CESMII)               | تولید هوشمند                         | ۲۰۱۷     | لس آنجلس، کالیفرنیا    |
| مؤسسه نوآوری تولید امنیت سایبری (CyManII)                  | امنیت سایبری                         | ۲۰۲۰     | سن آنتونیو، تگزاس      |
| مؤسسه نوآوری تولید الکترونیک هیبریدی انعطاف‌پذیر (NextFlex) | الکترونیک انعطاف‌پذیر                 | ۲۰۱۵     | سن خوزه، کالیفرنیا     |
| مؤسسه نوآوری ساخت کامپوزیت‌های پیشرفته (IACMI)              | مواد کامپوزیت                        | ۲۰۱۵     | ناکسویل، تنسی          |
| LIFT (نوآوری‌های سبک‌وزن سابق برای فردا)                     | مواد سبک‌وزن                          | ۲۰۱۴     | دیترویت، میشیگان       |
| زمان تولید دیجیتال (MxD)                                   | تولید دیجیتال                        | ۲۰۱۴     | شیکاگو، ایالت ایلینویز |
| مؤسسه ملی نوآوری تولید افزودنی (AmericaMakes)              | چاپ سه بعدی، تولید مواد افزودنی : 30 | ۲۰۱۲     | یانگستون، اوهایو       |
| مؤسسه ملی نوآوری در تولید بیوداروها (NIIMBL)               | بیوداروها                            | ۲۰۱۷     | نیوآرک، دلاور          |
| مؤسسه الکترونیک قدرت نسل بعدی (PowerAmerica)               | نیمه هادی‌های با شکاف وسیع            | ۲۰۱۵     | رالی، کارولینای شمالی  |
| پیشرفت سریع در استقرار تشدید فرایند (RAPID)                | مهندسی فرایند، مدولارسازی : 99       | ۲۰۱۷     | نیویورک، نیویورک       |
| کاهش انرژی جسمانی و کاهش انتشار (REMADE)                   | بازسازی : 95                         | ۲۰۱۵     | روچستر، نیویورک        |